# Citocromo-b5 reduttasi
La citocromo-b5 reduttasi è un enzima appartenente alla classe delle ossidoreduttasi, che catalizza la seguente reazione:
NADH + 2 ferricitocromo b5 ⇄ NAD+ + H+ + 2 ferrocitocromo b5
L'enzima è una flavoproteina (FAD).